# 博夫杜里
50°10′31″N 25°4′5″E / 50.17528°N 25.06806°E
博夫杜里（烏克蘭語：Бовдури），是烏克蘭西部的村莊，隸屬利維夫州的佐洛奇夫區。該村面積1.12平方公里，2001年該村落人口317，人口密度每平方公里282.8人。